# Аеродром Родос
Међународни аеродром Родос „Диагорас” (грч. Κρατικος Αερολιμενας Ροδου «Διαγορας»; : , : ), или међународни аеродром Диагорас, је цивилни аеродром у Грчкој, који се налази на острву Родос, а налази се на 14 километара од престонице острва у селу Парадиси. Четврти је највећи путнички аеродром у Грчкој.

## Име
Име је добио по античком грчком боксеру Диагорасу са Родоса из 5. века п. н. е.

## Објекти

### Терминал
Терминал аеродрома Родос се заправо састоји од две одвојене зграде са спојеним ходником у средини. Поласци се служе и у приземљу (пријаве, провера пртљага) и на првом спрату (преглед путника, капије, продавнице), док се доласци служе само у јужном углу приземља где функционишу пасошка контрола, царина и преузимање пртљага. Аеродром за укрцавање и искрцавање користити аутобусе.
Аеродром такође има полицијску станицу, медицинску клинику, канцеларије авио-компанија и оператера, киоске за изнајмљивање аутомобила и туристичке оператере, ВИП сале, реновиране продавнице без царине, кафиће и ресторане.

## Авио-компаније и дестинације
Следеће авио-компаније обављају редовне и чартер летове на аеродрому Родос:
| Airlines                        | Destinations |
| ------------------------------- | --- |
| Aegean Airlines                 | Athens, Thessaloniki Seasonal: Chania (begins 30 May 2025), Heraklion, Istanbul (begins 20 May 2025), Santorini (begins 3 June 2025), Tel Aviv, Tirana Seasonal charter: Friedrichshafen, Memmingen |
| airBaltic                       | Seasonal: Riga, Tallinn |
| Air France                      | Seasonal: Paris–Charles de Gaulle |
| Air Serbia                      | Seasonal: Belgrade |
| Animawings                      | Seasonal: Bucharest–Otopeni |
| Arkia                           | Seasonal: Tel Aviv |
| Austrian Airlines               | Seasonal: Vienna |
| Braathens International Airways | Seasonal charter: Aalborg, Gothenburg, Helsinki, Luleå, Malmö, Stockholm–Arlanda |
| British Airways                 | Seasonal: London–Gatwick, London–Heathrow |
| Brussels Airlines               | Seasonal: Brussels |
| Chair Airlines                  | Seasonal: Zürich |
| Condor                          | Seasonal: Berlin, Düsseldorf, Frankfurt, Hamburg, Leipzig/Halle, Munich, Nuremberg, Stuttgart, Vienna, Zürich |
| Corendon Airlines               | Seasonal: Cologne/Bonn, Düsseldorf, Hannover, Nuremberg |
| Corendon Dutch Airlines         | Seasonal: Amsterdam, Brussels, Groningen |
| Cyprus Airways                  | Seasonal: Larnaca |
| Discover Airlines               | Seasonal: Frankfurt, Munich |
| easyJet                         | Seasonal: Amsterdam, Basel/Mulhouse, Belfast–International, Berlin, Birmingham, Bristol, Edinburgh, Geneva, London–Gatwick, London–Luton, Manchester, Milan–Malpensa, Nantes (begins 25 June 2025), Naples, Paris–Orly |
| Edelweiss Air                   | Seasonal: Zürich |
| Enter Air                       | Seasonal charter: Katowice,Шаблон:Better KrakówШаблон:Better |
| European Air Charter            | Seasonal charter: Linz |
| Eurowings                       | Seasonal: Berlin, Cologne/Bonn, Düsseldorf, Graz, Hamburg, Nuremberg, Salzburg, Stuttgart Seasonal charter: InnsbruckШаблон:Better |
| Finnair                         | Seasonal: Helsinki |
| FLYYO                           | Seasonal charter: Tel Aviv |
| Gulf Air                        | Seasonal: Bahrain |
| Helvetic Airways                | Seasonal: Bern, Zürich |
| Israir Airlines                 | Seasonal: Tel Aviv |
| ITA Airways                     | Seasonal: Milan–Linate, Rome–Fiumicino |
| Jet2.com                        | Seasonal: Belfast–International, Birmingham, Bournemouth (begins 5 May 2025), Bristol, East Midlands, Edinburgh, Glasgow, Leeds/Bradford, Liverpool, London–Luton, London–Stansted, Manchester, Newcastle upon Tyne |
| Leav Aviation                   | Seasonal: Cologne/Bonn |
| LOT Polish Airlines             | Seasonal: Warsaw–Chopin |
| Lufthansa                       | Seasonal: Munich |
| Luxair                          | Seasonal: Luxembourg |
| Marabu                          | Seasonal: Hamburg, Leipzig/Halle, Munich, Nuremberg |
| Neos                            | Seasonal: Bergamo, Bologna, Catania, Milan–Malpensa, Rome–Fiumicino, Verona |
| Nordica                         | Seasonal charter: Tallinn |
| Norwegian Air Shuttle           | Seasonal: Copenhagen, Oslo, Stavanger, Stockholm–Arlanda Seasonal charter: Trondheim |
| Olympic Air                     | Karpathos, Kasos, Kastellorizo, Sitia Seasonal: Heraklion |
| Pegasus Airlines                | Seasonal: Istanbul–Sabiha Gökçen |
| Ryanair                         | Seasonal: Bari, Bergamo, Berlin, Birmingham, Bologna, Bournemouth (resumes 1 June 2025), Budapest, Catania, Charleroi, Cork, Dublin, East Midlands, Edinburgh, Kaunas, Kraków, London–Stansted, Manchester, Marseille, Memmingen, Naples, Paphos, Pisa, Prague, Rome–Ciampino, Rome–Fiumicino, Sofia, Stockholm–Arlanda, Thessaloniki, Vienna, Warsaw–Modlin, Weeze |
| Scandinavian Airlines           | Seasonal: Copenhagen, Oslo (begins 29 June 2025) Seasonal charter: Gothenburg, Luleå, Stockholm–Arlanda, Trondheim |
| Sky Express                     | Astypalaia, Athens, Chios, Heraklion, Kalymnos, Karpathos, Kos, Lemnos, Leros, Mytilene, Samos Seasonal: Paris–Charles de GaulleШаблон:Better Seasonal charter: Belgrade (begins 16 June 2025), Brasov (begins 9 June 2025), Bratislava, Cluj-Napoca, Craiova, Iasi (begins 1 June 2025), Sibiu, Timișoara, Weeze                                                   |
| SmartLynx Airlines              | Seasonal charter: Münster/Osnabrück |
| Smartwings                      | Seasonal: Bratislava, Brno, Katowice, Košice, Ostrava, Prague, Warsaw–Chopin Seasonal charter: Budapest, České Budějovice, Poznan (begins 30 May 2025), Rzeszow |
| Sunclass Airlines               | Seasonal charter: Bergen, Billund, Borlänge, Copenhagen, Gothenburg, Helsinki, Karlstad, Malmö, Molde, Norrköping, Örebro, Oslo, Stavanger, Stockholm–Arlanda, Trondheim, Växjö |
| Sundair                         | Seasonal: Berlin, Bremen, Dresden, LübeckШаблон:Bsn |
| Sundor                          | Seasonal: Tel Aviv |
| Swiss International Air Lines   | Seasonal: Geneva |
| Transavia                       | Seasonal: Amsterdam, Eindhoven, Lyon, Nantes, Paris–Orly |
| TUI Airways                     | Seasonal: Birmingham, Bournemouth, Bristol, Cardiff, East Midlands, Exeter, Glasgow, London–Gatwick, London–Luton, London–Stansted, Manchester, Newcastle upon Tyne, Norwich |
| TUI fly Belgium                 | Seasonal: Brussels, Liège, Ostend/Bruges |
| TUI fly Deutschland             | Seasonal: Düsseldorf, Frankfurt, Hannover, Munich, Nuremberg, Stuttgart |
| TUI fly Netherlands             | Seasonal: Amsterdam, Dublin (begins 14 May 2025), Eindhoven, Rotterdam |
| TUI fly Nordic                  | Seasonal charter: Gothenburg,Шаблон:Better Norrköping, Stockholm–ArlandaШаблон:Better |
| TUS Airways                     | Seasonal: Larnaca |
| Volotea                         | Seasonal: Bari, Lille, Lyon, Nantes, Naples |
| Wizz Air                        | Seasonal: Budapest, Rome–Fiumicino, Tel Aviv (resumes 1. јун 2025.), Warsaw–Chopin |

## Приступ аеродрому
До њега се може доћи аутомобилом, таксијем и аутобусом (до града Родоса). Аутобуска линије (No 23-35) од града Родоса до аеродрома и обратно саобраћају од 6:00 до 22:30. Аутобуско стајалиште је смештено између новог и старог терминала.